# Provincia del Santa
La provincia del Santa es una de las veinte que conforman el departamento de Áncash, en la costa central del Perú. Se halla en el extremo noroccidental del departamento y su capital es la ciudad de Chimbote. Es una de las diez provincias más populosas del país. Tiene costa sobre el océano Pacífico por el oeste y colinda con la provincia de Casma por el sur, Huaylas y Yungay por el este, Pallasca y Corongo al noreste, y Virú (en el departamento de La Libertad) al noroeste.
Su territorio abarca las cuencas de los ríos Nepeña y Lacramarca, así como el valle costero del río Santa desde el cañón del Pato hasta su desembocadura. Los valles costeros son empleados para la pequeña y la gran agricultura; mientras que la costa perfila dos grandes bahías con importante actividad pesquera artesanal. La industria pesquera y la siderúrgica se concentran en Chimbote y el distrito de Coishco.

## Toponimia
La provincia debe su nombre al pueblo de Santa. Esta localidad fue a su vez fundada por los conquistadores españoles como Villa de Santa María de la Parrilla, cerca a lo que fue la localidad indígena de Saucha.

## Origen
A finales del periodo colonial, la intendencia de Lima contaba entre sus subdivisiones con el partido de Santa, que abarcaba la que posteriormente ha constituido la costa ancashina. Con la llegada de protectorado de San Martín, la parte norte de la intendencia colonial fue inicialmente ocupada por los patriotas, con lo cual se creó el departamento de La Costa, incluyendo el partido de Santa en su territorio, por mandato del Reglamento Provisional del 12 de febrero de 1821. Por decreto del 23 de enero de 1830 se une a la provincia de Chancay con su capital, la villa de Supe. Desaparece Santa como entidad de segundo nivel: los decretos del 17 de marzo de 1835 y del 2 de septiembre de 1835 las separan. Por los decretos del 12 de junio de Salaverry y del 10 de octubre de 1836 de Santa Cruz, incluyen a la provincia del Santa al departamento de Huaylas. Por ley de 23 de marzo de 1857, la capitalía pasó del pueblo de Santa al pueblo de Casma, elevada al rango de villa.
El 14 de abril de 1950, mediante el Decreto Ley 11326, del Gobierno militar de Manuel Odría, se segregó la zona sur de la provincia para crear la provincia de Huarmey, después denominada Casma, con su capital en la ciudad de Casma. Mediante ese mismo decreto ley, se elevó a la entonces villa de Chimbote a ciudad y se la designó como capital de la resultante provincia del Santa. El referido documento estipula en su artículo segundo: «La nueva provincia del Santa estará formada por los distritos Cáceres del Perú (capital: Jimbe), Chimbote, Moro, Nepeña, Santa y Macate, segregado de la provincia de Huaylas».

## Geografía
Es la provincia más extensa y poblada del departamento de Áncash, ubicada en la parte norcentral y occidental del país, en extremo noroeste de Áncash. Tiene una superficie de 4000 km², es decir, el 11,15 % del total regional. Su población es de 435 804 habitantes, según el censo realizado el 2017, de los cuales 371 000 son urbanos y 33 000 rurales aproximadamente. Su densidad poblacional es de 100.79 habs./km²;. Su tasa de crecimiento anual es de 1,6 %.

## División administrativa
Su capital es la ciudad de Chimbote y se divide en nueve distritos:
1. Chimbote
2. Cáceres del Perú
3. Coishco
4. Macate
5. Moro
6. Nepeña
7. Nuevo Chimbote
8. Samanco
9. Santa

## Autoridades

### Regionales
- Consejero regional
  - 2019-2022:[1] Rubén Esteban Sandoval Calvo (Movimiento Independiente Regional Áncash a la Obra)

### Municipales
- 2019-2022[1]
  - Alcalde: Roberto Jesús Briceño Franco, del Movimiento Independiente Regional Áncash a la Obra.
  - Regidores:

  1. Carlos Elezar Guzmán Gaona (Movimiento Independiente Regional Áncash a la Obra)
  2. Carlos Enrique Lynch Rojas (Movimiento Independiente Regional Áncash a la Obra)
  3. Stefani Olenka Sifuentes Zavaleta (Movimiento Independiente Regional Áncash a la Obra)
  4. Eder Andrés Érick Ybañez Pumaricra (Movimiento Independiente Regional Áncash a la Obra)
  5. Carmen Teresa Carbajal Bacilio (Movimiento Independiente Regional Áncash a la Obra)
  6. John Kelvin López Morales (Movimiento Independiente Regional Áncash a la Obra)
  7. Yaquelin Maribel Gonzales Bravo (Movimiento Independiente Regional Áncash a la Obra)
  8. Carlos Yonatán Quiliche Menacho (Movimiento Independiente Regional Áncash a la Obra)
  9. María del Carmen Céspedes Cuenca (Alianza para el Progreso)
  10. Paul Gerardo González Gutiérrez (Alianza para el Progreso)
  11. Andrés Leopoldo Díaz Rodríguez (Partido Democrático Somos Perú)
  12. Luis Alberto Ortiz Gonzales (Movimiento Regional El Maicito)
  13. Humberto Ortiz Soto (Movimiento Independiente Regional Río Santa Caudaloso)

## Festividades,en el segundo domingo de Agosto se celebra al santo patrono, Señor Crucificado de Santa.
. Agosto: Señor Crucificado de Santa.
- Junio: San Pedro